# Rubus breviglandifer
Rubus breviglandifer är en rosväxtart som beskrevs av Liberty Hyde Bailey. Rubus breviglandifer ingår i släktet rubusar, och familjen rosväxter. Inga underarter finns listade i Catalogue of Life.